# Završje (Sibinj)
Završje is een plaats in de gemeente Sibinj in de Kroatische provincie Brod-Posavina. De plaats telt 379 inwoners (2001).